# Batallas de Wenden (1577-1578)
Las batallas de Wenden fueron una serie de batallas por el control de la fortaleza de Wenden (Cēsis, Kiesia, Võnnu), en la actual Letonia, libradas durante la Guerra de Livonia en 1577 y 1578. En agosto de 1577, Magnus de Livonia sitió la ciudad, pero fue depuesto y reemplazado por las fuerzas rusas del zar Iván IV, que saquearon la ciudad y el castillo, lo que se convirtió en una victoria simbólica. Sin embargo, las fuerzas polacas retomaron la fortaleza en noviembre y rechazaron un contraataque ruso en febrero de 1578.
En octubre de 1578, el ejército ruso volvió a sitiar la ciudad, pero fue destruido por una pequeña fuerza de socorro sueco-alemana-polaca. Esto supuso un punto de inflexión en la Guerra de Livonia, ya que desplazó la iniciativa del Zarato de Rusia a Suecia y la Mancomunidad de Polonia-Lituania. También marcó el final del Reino de Livonia, que se derrumbó cuando Magnus se retiró a Curlandia .

## Antecedentes
En 1570 y 1571, Iván IV «el Terrible» de Rusia se enfrentó a disputas internas que culminaron con la matanza de los habitantes de Nóvgorod y el incendio de Moscú por parte de los tártaros de Crimea. Sin embargo, logró recuperarse y reanudar sus campañas en la Guerra de Livonia en 1572.  Una contraofensiva sueca en 1574 fracasó.  Iván IV había introducido una nueva estrategia, apoyándose en decenas de miles de sus tropas, cosacos y tártaros para lograr superioridad sobre sus adversarios. A diferencia de estos, utilizó un gran número de tropas nativas en lugar de unos pocos miles de mercenarios profesionales. Las fuerzas suecas fueron sitiadas en Reval (Tallin), la Estonia danesa fue atacada, y lo mismo ocurrió con Livonia central hasta Dünaburg (Daugavpils), que desde 1561 estaba formalmente bajo soberanía polaco-lituana .  Los territorios conquistados se sometieron a Iván o a su vasallo, el duque Magnus de la Casa de Oldemburgo,  quien fue declarado rey de Livonia en 1570. 
En 1576, la campaña de Iván alcanzó su punto álgido y otras 30 000 tropas rusas cruzaron a Livonia en 1577. Magnus había caído en desgracia al romper relaciones con Iván IV ese mismo año y comenzó a apoderarse de castillos sin consultar al zar. Cuando Kokenhusen (Koknese) se sometió a Magnus con la esperanza de evitar al ejército de Iván IV, este la saqueó y ejecutó a sus comandantes alemanes. La campaña se centró entonces en Wenden (Cēsis, Võnnu), «el corazón de Livonia», que, como antigua capital de la Orden  Livonia, no solo tenía importancia estratégica, sino que también era un símbolo para la propia Livonia.

### 1577

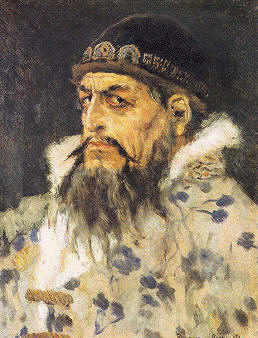
Iván IV de Rusia

En el verano de 1577, Magnus de Livonia sitió Wenden.  El ejército ruso bajo el mando de Iván IV apareció ante los muros de Wenden a finales de agosto.  Iván hizo arrestar a Magnus, saqueó la ciudad y puso sitio al castillo.   Los últimos 300 defensores, hombres, mujeres y niños, se retiraron a la torre principal del castillo y murieron en una explosión accidental de pólvora almacenada en la torre  o se suicidaron colectivamente inmolándose con 4 libras (1,8 kg) de pólvora, probablemente porque el zar había "prometido un destino terrible" a la guarnición como respuesta a los disparos de cañones.  Así, Wenden cayó ante Iván en septiembre y se convirtió en sede de cuatro voivodas recién nombrados, que debían administrar la provincia para Rusia. 
El saqueo de Wenden fue una enorme victoria simbólica para Iván.   Entre sus oponentes en la Guerra de Livonia, Juan III de Suecia sólo controlaba Reval (Tallin), Esteban Báthory de Polonia sólo tenía Riga, Federico II de Dinamarca estaba limitado a la isla de Øsel (Ösel, Saaremaa), Magnus de Livonia, aunque liberado por Iván, abdicó en 1578 y se retiró a Piltene  en Curlandia .  El control de Iván sobre casi toda Livonia y Estonia quedó asegurado mediante guarniciones compuestas por 22.000 hombres en total.

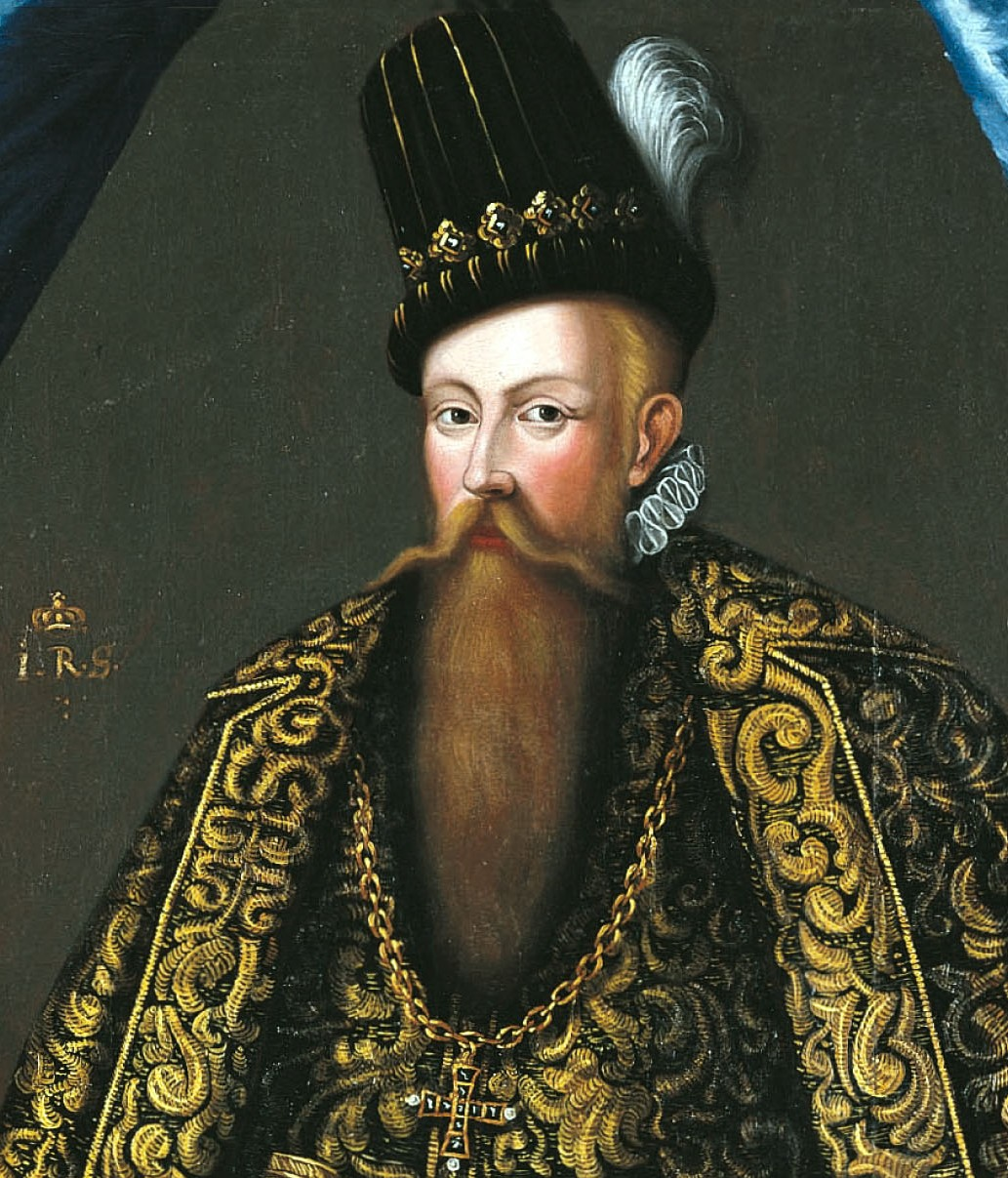
Juan III de Suecia

### 1578
Juan III y Esteban Báthory formaron una alianza contra Iván IV en diciembre de 1577, después de que Báthory concluyera la Guerra de Danzig. Ya en noviembre, las fuerzas lituanas habían iniciado una ofensiva desde el sur y capturado Dünaburg (Daugavpils). Una fuerza polaco-sueca tomó la ciudad y el castillo de Wenden a principios de 1578. Las fuerzas rusas intentaron retomar la ciudad en febrero, pero fracasaron.
Una ofensiva sueca posterior tuvo como objetivos Leal (Lihula), Lode (Koluvere), Hapsal (Haapsalu), Pernau (Pärnu), Dorpat (Tartu) y Novgorod.  En septiembre, Iván respondió enviando un ejército, que según la Crónica de Livonia contaba con 18.000 hombres,  que recuperó Oberpahlen (Põltsamaa) de manos de Suecia y luego marchó sobre Wenden.

## Batalla

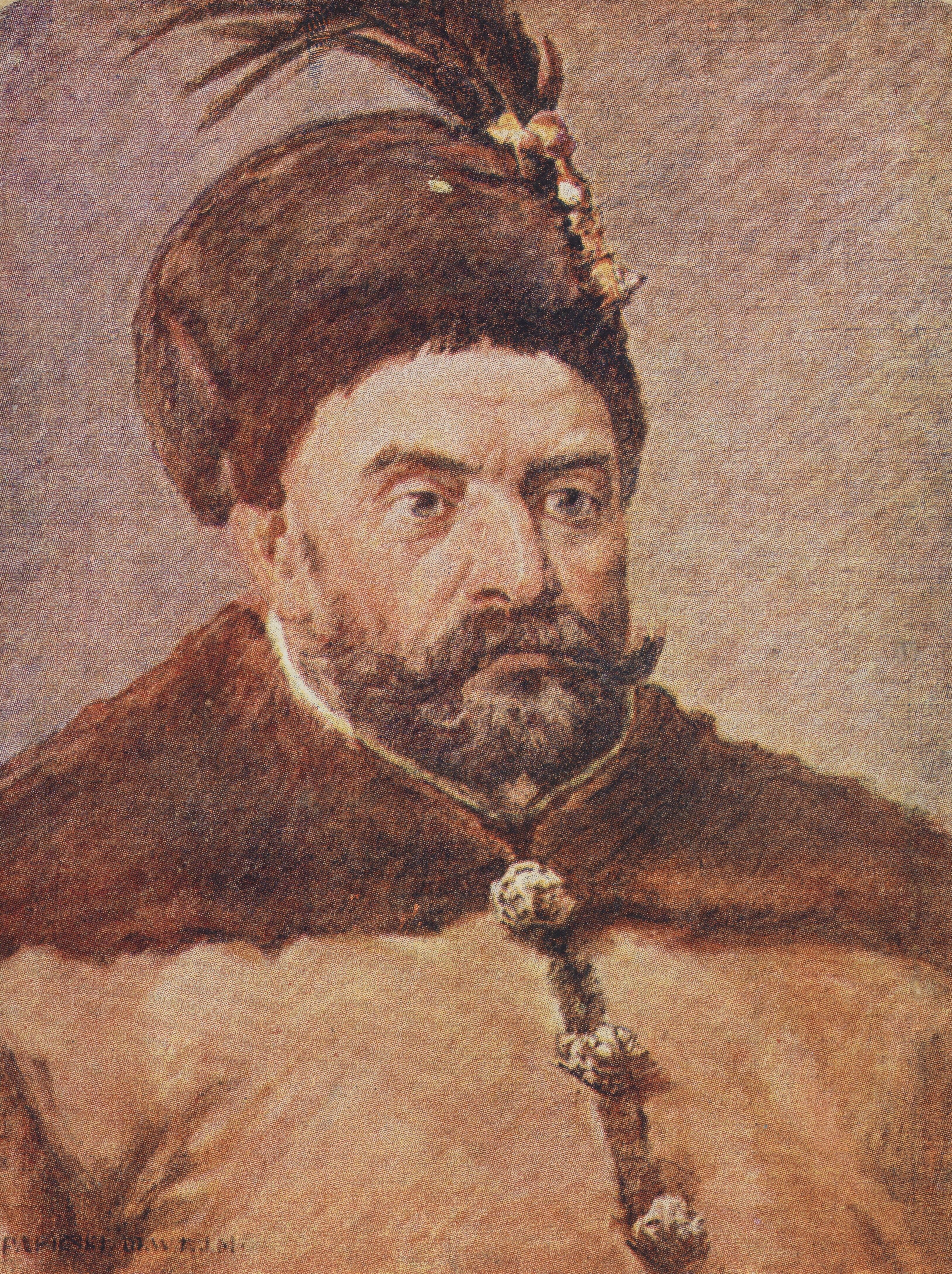
Stephen Báthory de Polonia

A su llegada a Wenden, el ejército ruso sitió la ciudad.  Pronto, la artillería rusa abrió una brecha en el muro, pero entonces una fuerza de socorro aliada formada por entre 5500 y 6000 soldados alemanes, lituanos, polacos, transilvanos, bohemios, rumanos y suecos se enfrentó a los rusos el 21 de octubre. El flanco derecho (unos 2000 soldados de caballería) estaba comandado por Andrzej Sapieha, mientras que el flanco izquierdo estaba formado por fuerzas suecas (2000 soldados de infantería) comandadas por Göran Boye. 
Primero, la caballería rusa fue derrotada y expulsada en campo abierto, siendo los jinetes tártaros los primeros en retirarse. Después, la infantería rusa, que aún estaba atrincherada para el asedio, fue derrotada o hecho prisionera. Las bajas rusas fueron considerables y entre los cautivos había varios boyardos de alto rango. Los informes livonios sobre las bajas rusas estaban inflados, con la proclamación oficial Moscouische Niderlag, und Belegerung der Statt Wenden (Núremberg, 1579) y la Crónica livonia de Balthasar Russow afirmando que los rusos perdieron 6000 hombres. Reinhold Heidenstein, un diplomático polaco, describió sus pérdidas como graves, sin especificar el número de bajas. Un sinodik ruso del siglo XVII, es decir, un libro de los difuntos por los que hay que rezar, menciona los nombres de 162 hombres muertos en la batalla, pero la lista no incluye a gran parte del ejército. Se capturaron unos 30 cañones de asedio y un gran número de caballos, lo que permitió que toda la infantería sueca regresara a Reval a caballo. Los cañones capturados fueron tomados por los lituanos y paseados por Vilna, en contra de los deseos suecos y de los acuerdos entre los aliados previos a la batalla.
La batalla fue inusual en la medida en que solo se libraron unas pocas batallas de la Guerra de Livonia en campo abierto; por lo general, una de las partes se colocaba en posición defensiva en una fortaleza, mientras que la parte contraria la sitiaba. Además, Wenden iba a ser la única ocasión de una colaboración sueco-polaco-lituana en batalla, ya que la alianza se desmoronó en los años siguientes. 
La victoria aliada marcó el punto de inflexión de la Guerra de Livonia.   Iván IV fue derrotado seriamente por primera vez en Livonia. Le siguieron una serie de derrotas rusas que allanaron el camino para el asalto sueco a Narva en septiembre de 1581, que resultó en la masacre de 6000 de sus ciudadanos, por lo que Iván se vio obligado a aceptar un resultado desfavorable de la guerra en la tregua de Jam Zapolski con Esteban Bathory y en el tratado de Plussa con Juan III.